# Епшики
Е́пшики (рос. Эпшики, чув. Юпшик Ялтăра) — присілок у складі Вурнарського району Чувашії, Росія. Входить до складу Азімсірминського сільського поселення.
Населення — 176 осіб (2010; 189 у 2002).
Національний склад:
- чуваші — 98 %